# Martine de Rougemont
Pour les articles homonymes, voir Rougemont.
Marie Martine Agnès de Rougemont, née le 8 mars 1940 à Berne et morte le 21 août 2015 à Créteil, est une historienne du théâtre et dix-huitiémiste franco-suisse.

## Biographie
Martine de Rougemont est la fille de Denis de Rougemont et de Simonne Vion. À partir de 1967, elle enseigne l'histoire du théâtre, puis dirige l'Institut d’études théâtrales de l'université Paris 3 - Sorbonne Nouvelle, fondé par Jacques Scherer. Éminente spécialiste du théâtre du XVIIIe siècle, elle est également l'une des pionnières en France de l'étude de l'iconographie théâtrale.
Elle veille toujours dans ses recherches et son enseignement, à ne négliger aucune des dimensions du fait théâtral : histoire littéraire et genres dramatiques, thèmes, historiographie, jeu, mise en scène et conditions matérielles de la représentation, architecture, sociologie de la vie théâtrale, sans limites géographiques ni chronologiques, comme en témoigne l'ampleur et la diversité des travaux universitaires qu'elle a dirigés.
Un ouvrage est publié en son honneur, sous la direction de Gilles Declercq et Jean de Guardia : Iconographie théâtrale et genre dramatiques. Mélanges offerts à Martine de Rougemont.
Spécialiste des études sur Rétif de La Bretonne, membre élu de la Société Rétif de La Bretonne, elle est aussi l'une des premières chercheuses à s'intéresser au théâtre de Germaine de Staël.
On lui doit également de porter une attention particulière à la place des femmes dans la littérature et la création théâtrale ; elle dirige les premiers travaux en France consacrés à la redécouverte des pionnières de la scène théâtrale. Le quatrième tome de l'anthologie Théâtre de femmes de l'Ancien Régime, qui parait chez Classiques Garnier, lui est dédié.

## Œuvres
- « Le Mélodrame classique : exercice de poétique rétrospective », Revue des sciences humaines, no 162, avril juin 1976, p. 163-170.
- La Vie théâtrale en France au XVIIIe siècle : État présent des connaissances et des méthodes de recherche, suivi d'une bibliographie raisonnée des études consacrées à la vie théâtrale en France au XVIIIe siècle publiées depuis 1815, Paris-Genève, Champion-Slatkine, 1988 ; rééd. Paris, Honoré Champion, 2001.
- (avec Natacha Michel), Le Rameau subtil : prosatrices françaises entre 1364 et 1954, Paris, Hatier, 1993.
- (dir.) « Madame de Staël et le théâtre », Cahiers staëliens, nouvelle série, no 50, Paris, Champion, 1999.
- « Situation de l'iconographie théâtrale », Le Théâtre au plus près, pour André Veinstein, dir. Jean-Marie Thomasseau, Saint-Denis, Presses de l'université de Vincennes, 2005, p. 169-182.
- (traduction et édition) William Blake et ses illustrations pour la Divine Comédie, Paris, La Délirante, 2009.
- « Le théâtre en France sous l’Ancien Régime : à l’origine de l’exception culturelle française », Revue internationale de philosophie, no 252, 2010/2, p. 199-206.